# يوني هالتونن
يونّي هالتونن (بالفنلندية: Jonne Halttunen) (من مواليد 13 ديسمبر 1985) هو ملاح راليات فنلندي محترف. يعمل كملاح للمتسابق الفنلندي كالي روفانبيرا في بطولة العالم للراليات (WRC) ضمن فريق تويوتا غازو للسباقات.

## المسيرة
بدأ هالتونن مسيرته في الراليات عام 2011 وشارك في العديد من السباقات الوطنية والدولية. برز اسمه عالميًا بعد شراكته مع كالي روفانبيرا، حيث حقق الثنائي نجاحات كبيرة في بطولة العالم للراليات، بما في ذلك الفوز ببطولة العالم للراليات لعامي 2022 و2023.

## الإنجازات
- بطولة العالم للراليات (WRC) – بطل مساعد (2022، 2023)

- العديد من الانتصارات في جولات الرالي العالمية مع فريق تويوتا.